# Tầng Anisia
| Hệ/ Kỷ                                | Thống/ Thế | Bậc / Kỳ    | Tuổi (Ma) | Tuổi (Ma) |
| ------------------------------------- | ---------- | ----------- | --------- | --------- |
| Jura                                  | Dưới/Sớm   | Hettange    | trẻ hơn   | trẻ hơn   |
| Trias                                 | Trên/Muộn  | Rhaetia     | 201.3     | ~208.5    |
| Trias                                 | Trên/Muộn  | Noria       | ~208.5    | ~227      |
| Trias                                 | Trên/Muộn  | Carnia      | ~227      | ~237      |
| Trias                                 | Giữa       | Ladinia     | ~237      | ~242      |
| Trias                                 | Giữa       | Anisia      | ~242      | 247.2     |
| Trias                                 | Dưới/Sớm   | Olenek      | 247.2     | 251.2     |
| Trias                                 | Dưới/Sớm   | Indu        | 251.2     | 251.902   |
| Permi                                 | Lạc Bình   | Trường Hưng | già hơn   | già hơn   |
| Phân chia Kỷ Trias theo ICS năm 2020. |            |             |           |           |

Tầng Anisia trong niên đại địa chất là kỳ đầu của thế Trias giữa, và trong thời địa tầng học thì nó là bậc dưới của thống Trias giữa. Kỳ Anisia tồn tại từ ~ 247.2 Ma đến 242 Ma (Ma: Megaannum, triệu năm trước).
Kỳ Anisia kế tục kỳ Olenek của thế Trias sớm, và tiếp sau là kỳ Ladinia cùng thế.

## Sinh giới

### Chondrichthyana
| Đơn vị phân loại | Hiện diện | Vị trí    | Mô tả                         | Hình ảnh |
| ---------------- | --------- | --------- | ----------------------------- | -------- |
| Mooreodontus     | Trias     | Australia | Một Xenacanthida elasmobranch |          |

### Actinopterygian
| Đơn vị phân loại | Hiện diện                | Vị trí                             | Mô tả                                                                         | Hình ảnh |
| ---------------- | ------------------------ | ---------------------------------- | ----------------------------------------------------------------------------- | -------- |
| - Birgeria       | Trias                    | Trung Quốc, Thụy Sỹ, Italy         | Một non-neopterygia                                                           |          |
| - Bobasatrania   | Lạc Bình đến Trias giữa  | Thụy Sỹ, Italy                     | Một đơn vị phân loại chưa được đặt tên của archosaur ctenosauriscid           |          |
| - Dipteronotus   | Anisia đến Carnia        | Pháp, Đức                          | Một perleidiform                                                              |          |
| - Eosemionotus   | Trias sớm đến Jura sớm   | Hà Lan, Đức                        | Một neopterygian                                                              |          |
| - Pteronisculus  | Trias sớm đến Trias giữa | Trung Quốc                         | Một loài lưỡng cư capitosaurian mastodonsaurid rất lớn, có thể dài tới 3,5 m. |          |
| - Ptycholepis    | Trias giữa đến Jura sớm  | Thụy Sỹ, Italy                     | Một loài parareptile procolophonid trong phân họ 'Procolophoninae             |          |
| - Saurichthys    | Trias                    | Trung Quốc, Hoa Kỳ, Thụy Sỹ, Italy | Một loài parareptile procolophonid trong phân họ Procolophoninae.             |          |

### †Temnospondyla
| Đơn vị phân loại                                               | Hiện diện       | Vị trí                                                                                                | Mô tả                                                                         | Hình ảnh |
| -------------------------------------------------------------- | --------------- | --- | ----------------------------------------------------------------------------- | -------- |
| Antarctosuchus - A polyodon                                    |                 | Hệ tầng Fremouw trên, Nam Cực                                                                         | Một oài lưỡng cư capitosaurian mastodonsaurid                                 |          |
| Batrachosuchus - B. browni - B. concordi                       |                 | Hệ tầng Ntawere, Zambia Hệ tầng Burgersdorp, Nam Phi Blina Shale, Australia                           | Một chi lưỡng cư brachyopid trematosauria                                     |          |
| Calmasuchus                                                    | Trias giữa      | Hệ tầng Areniscas y Lutitas del Figaro, Tây Ban Nha                                                   | Một loài lưỡng cư capitosauria                                                |          |
| Cherninia                                                      |                 | Hệ tầng Denwa, Ấn Độ                                                                                  | Một loài lưỡng cư capitosaurian khổng lồ mastodonsaurid.                      |          |
| Eocyclotosaurus                                                |                 | Hệ tầng Grès à Voltzia, France Hệ tầng Röt, Đức Hệ tầng Otter Sandstone, UK Hệ tầng Moenkopi, Arizona | Một loài lưỡng cư capitosauria                                                |          |
| Eryosuchus                                                     |                 | Hệ tầng Yerrapalli, Ấn Độ Hệ tầng Donguz, Nga                                                         | Một loài lưỡng cư capitosaurian mastodonsaurid rất lớn, có thể dài tới 3,5 m. |          |
| Kryostega                                                      |                 | Hệ tầng Upper Fremouw, Nam Cực                                                                        | Một loài lưỡng cư stereospondyl lớn.                                          |          |
| Notobrachyops                                                  |                 | Ashfield Shale, New South Wales, Australia                                                            | Một loài lưỡng cư trematosaurian brachyopid.                                  |          |
| Quasicyclotosaurus                                             | Aegean/Bithynia | Arizona                                                                                               | Một loài lưỡng cư capitosaurian heylerosaurid                                 |          |
| Paracyclotosaurus - P. davidi - P. crookshanki - P. morganorum | Trias giữa      | - P. davidi: Australia - P. crookshanki: India. - P. morganorum: Nam Phi                              | A genus of mastodonsaurid capitosaurian amphibians.                           |          |
| Parotosuchus                                                   |                 | Hệ tầng Fremouw, Nam Cực                                                                              | Một oài lưỡng cư capitosaurian mastodonsaurid                                 |          |
| Stanocephalosaurus                                             | Trias giữa      | Châu Phi, Bắc Mỹ                                                                                      | Một chi mastodonsaurid lưỡng cư capitosaurian.                                |          |
| Stenotosaurus                                                  | Trias giữa      | Đức, Anh Quốc                                                                                         | Một loài lưỡng cư capitosaurian.                                              |          |
| Vanastega                                                      |                 | Cynognathus Assemblage Zone, Burgersdorp, Nam Phi.                                                    | Một loài lưỡng cư trematosaurian brachyopid.                                  |          |
| Vigilius                                                       | Aegean/Bithynia | Arizona                                                                                               | Một loài lưỡng cư trematosaurian brachyopid.                                  |          |
| Wellesaurus                                                    | Trias giữa      | Hoa Kỳ, Nam Phi                                                                                       | Một loài lưỡng cư capitosaurian.                                              |          |
| Xenotosuchus                                                   | Trias giữa      | Nam Phi                                                                                               | Một oài lưỡng cư capitosaurian mastodonsaurid                                 |          |
| Yuanansuchus                                                   |                 | Trung Quốc                                                                                            | Một loài lưỡng cư capitosaurian heylerosaurid                                 |          |

### †Ichthyopterygiana
| Đơn vị phân loại | Hiện diện                | Vị trí          | Mô tả | Hình ảnh |
| ---------------- | ------------------------ | --------------- | --- | -------- |
| Cymbospondylus   | Trias giữa               | Thụy Sỹ, Hoa Kỳ | Một ichthyosaur |          |
| Mixosaurus       | Trias giữa               | Thụy Sỹ, Italy  | Một ichthyosaur |          |
| Omphalosaurus    | Trias sớm đến Trias giữa | Hoa Kỳ          | Một Ichthyosauriform sớm có răng giống như nút |          |
| Thalattoarchon   | Trias giữa               | Hoa Kỳ          | Một trong những sinh vật đại thực vật biển đầu tiên sau cuộc tuyệt chủng kỷ Permi-kỷ Trias có khả năng ăn những con mồi có kích thước tương tự như chính nó |          |

### †Thalattosauria
| Đơn vị phân loại | Hiện diện                 | Vị trí                  | Mô tả                                                                                | Hình ảnh |
| ---------------- | ------------------------- | ----------------------- | ------------------------------------------------------------------------------------ | -------- |
| Askeptosaurus    | Trias giữa                | Hệ tầng Besano, Italy   | Một thalattosaur askeptosauroid                                                      |          |
| Clarazia         | Trias giữa                | Hệ tầng Besano, Thụy Sỹ | Một thalattosaur thalattosauroid                                                     |          |
| Hescheleria      | Trias giữa                | Hệ tầng Besano, Thụy Sỹ | Một thalattosaur thalattosauroid                                                     |          |
| Thalattosaurus   | Trias giữa đến Trias muộn | Canada                  | Thalattosaurus là một loài thalattosaur Thalattosauroidea trong họ Thalattosauridae. |          |

### †Helveticosaurida
| Đơn vị phân loại   | Hiện diện                | Vị trí       | Mô tả | Hình ảnh |
| ------------------ | ------------------------ | ------------ | ----- | -------- |
| Helveticosaurus    | Ranh giới Anisia-Ladinia | Thụy Sỹ      |       |          |
| EHoa Kỳurosphargis | Ranh giới Anisia-Ladinia | Italy Hà Lan |       |          |

### †Saurosphargida
| Đơn vị phân loại   | Hiện diện | Vị trí                       | Mô tả | Hình ảnh |
| ------------------ | --------- | ---------------------------- | ----- | -------- |
| Largocephalosaurus |           | Hệ tầng Guanling, Trung Quốc |       |          |
| Saurosphargis      |           | Ba Lan Hà Lan                |       |          |
| Sinosaurosphargis  |           | Hệ tầng Guanling, Trung Quốc |       |          |

### †Sauropterygiana
| Đơn vị phân loại | Hiện diện  | Vị trí     | Mô tả                                                                        | Hình ảnh |
| ---------------- | ---------- | ---------- | ---------------------------------------------------------------------------- | -------- |
| Atopodentatus    | Trias giữa | Trung Quốc | Một nền sauropterygian. Nó là loài bò sát biển ăn cỏ sớm nhất được biết đến. |          |
| Diandongosaurus  | Trias giữa | Trung Quốc | Một nền eosauropterygian                                                     |          |
| Wumengosaurus    | Trias giữa | Trung Quốc | Một nền eosauropterygian                                                     |          |

#### †Pistosaura
| Đơn vị phân loại | Hiện diện              | Vị trí      | Mô tả              | Hình ảnh |
| ---------------- | ---------------------- | ----------- | ------------------ | -------- |
| Augustasaurus    | Trias giữa             | Hoa Kỳ      | Một sauropterygian |          |
| Cymatosaurus     | Olenek muộn đến Anisia | Đức; Hà Lan | Một sauropterygian |          |
| Pistosaurus      | Anisia-Ladinia         | Pháp; Đức   | Một sauropterygian |          |

#### †Pachypleurosaura
| Đơn vị phân loại               | Hiện diện      | Vị trí     | Mô tả              | Hình ảnh |
| ------------------------------ | -------------- | ---------- | ------------------ | -------- |
| Anarosaurus                    | Trias giữa     | Hà Lan     | Một sauropterygian |          |
| Dactylosaurus                  | Trias giữa     | Trung Âu   | Một sauropterygian |          |
| Dianopachysaurus               | Trias giữa     | Trung Quốc | Một sauropterygian |          |
| Keichousaurus                  | Trias giữa     | Trung Quốc | Một sauropterygian |          |
| Odoiporosaurus                 | Trias giữa     | Italy      | Một sauropterygian |          |
| Serpianosaurus - S. germanicus | upper Pelsonia | Đức        | Một sauropterygian |          |

#### †Nothosaura
| Đơn vị phân loại                                                        | Hiện diện                | Vị trí            | Mô tả                                   | Hình ảnh |
| ----------------------------------------------------------------------- | ------------------------ | ----------------- | --------------------------------------- | -------- |
| Ceresiosaurus                                                           | Trias giữa               | Italy, Thụy Sỹ    | Có thể là từ đồng nghĩa của Lariosaurus |          |
| Germanosaurus                                                           | Trias giữa               | Đức               | Một sauropterygian                      |          |
| - Lariosaurus - †Lariosaurus vosseveldensis - †Lariosaurus hongguoensis | Trias giữa               | Trung Quốc Hà Lan | Một sauropterygian                      |          |
| Sanchiaosaurus                                                          | Trias giữa               | Trung Quốc        | Một nothosauroid cơ bản                 |          |
| Silvestrosaurus                                                         | Ranh giới Anisia-Ladinia | Thụy Sỹ           | Có thể là một loài Lariosaurus          |          |

#### †Placodonta
| Đơn vị phân loại | Hiện diện  | Vị trí    | Mô tả                                | Hình ảnh |
| ---------------- | ---------- | --------- | ------------------------------------ | -------- |
| Cyamodus         |            |           | Một placodont cyamodontoid dẫn xuất  |          |
| Palatodonta      | Anisia sớm | Hà Lan    | Một nền Sabodontiform sauropterygian |          |
| Paraplacodus     |            | Bắc Italy | Một placodont cơ bản                 |          |
| Pararcus         | Trias giữa | Hà Lan    | Một placodont cơ bản                 |          |
| Placodus         | Trias giữa | Châu Âu   | Một placodont cơ bản                 |          |

### Archosauromorph

#### †Rhynchosaura
| Đơn vị phân loại   | Hiện diện   | Vị trí                                               | Mô tả                                                                                 | Hình ảnh |
| ------------------ | ----------- | ---------------------------------------------------- | ------------------------------------------------------------------------------------- | -------- |
| - Ammorhynchus     |             | Hệ tầng Moenkopi, Arizona                            | Một chi rhynchosaur Hyperodapedontidae                                                |          |
| - Bentonyx         | Anisia muộn | Hệ tầng Otter Sandstone, Anh Quốc                    | Một chi rhynchosaur Hyperodapedontidae                                                |          |
| - Eohyosaurus      | Anisia sớm  | Hệ tầng Burgersdorp, Nam Phi                         | Một rhynchosaur cơ bản                                                                |          |
| - Fodonyx          | Anisia muộn | Hệ tầng Otter Sandstone, Anh Quốc                    | Một chi của hyperodapedontid rhynchosaur                                              |          |
| - Howesia          | Anisia sớm  | Hệ tầng Burgersdorp, Nam Phi                         | Một trong những rhynchosaurs cơ bản nhất                                              |          |
| - Langeronyx       |             | Hệ tầng Bromsgrove Sandstone, Warwickshire, Anh Quốc | Một rhynchosaur cơ bản, có thể là họ hàng gần của Rhynchosaurus                       |          |
| - Mesodapedon      |             | Hệ tầng Yerrapalli, Ấn Độ                            | Một chi rhynchosaur Hyperodapedontidae                                                |          |
| - Mesosuchus       | Anisia sớm  | Hệ tầng Burgersdorp, Nam Phi                         | Một trong những rhynchosaurs cơ bản nhất. Nó nhỏ, có chiều dài khoảng 30 cm (12 in)   |          |
| - Rhynchosaurus    |             | Hệ tầng Tarporley Siltstone, Anh Quốc                | Các rhynchosaur đầu tiên được mô tả. Nó có một vị trí khá cơ bản trong Rhynchosauria. |          |
| - Stenaulorhynchus | Anisia muộn | Tanganyika Territory, Tanzania.                      | Một chi của hyperodapedontid rhynchosaur.                                             |          |

#### †Tanystropheid
| Đơn vị phân loại               | Hiện diện                 | Vị trí | Mô tả | Hình ảnh |
| ------------------------------ | ------------------------- | --- | --- | -------- |
| Amotosaurus                    | Anisia sớm                | Hệ tầng Röt, Black Forest, southwestern Đức Hệ tầng Vossenveld, Hà Lan                                                                 | |          |
| Dinocephalosaurus              |                           | Hệ tầng Guanling, Trung Quốc | Một chi cổ dài, sống dưới nước archosauromorph. Một mẫu vật cụ thể đáng chú ý là có chứa một phôi trong vùng bụng của nó cho thấy rõ ràng là viviparous sinh sản. |          |
| Macrocnemus                    | Anisia muộn đến Ladinia   | Hệ tầng Besano, Italy & Thụy Sỹ Hệ tầng Falang, Trung Quốc Hệ tầng Prosanto, Thụy Sỹ                                                   | |          |
| Pectodens                      |                           | Hệ tầng Guanling, Trung Quốc | |          |
| Protanystropheus - P. antiquus |                           | Ba Lan; Đức; Áo; Hà Lan | Loài này lần đầu tiên được mô tả vói tên Tanystropheus antiquus, một số tác giả vẫn muốn gộp loài này vào trong Tanystropheus.                                    |          |
| Tanystropheus                  | Trias giữa đến Trias muộn | Hệ tầng Falang, Trung Quốc Muschelkalk Group, Đức Besano & Hệ tầng Meride, Thụy Sỹ Hệ tầng Otter Sandstone, UK Hệ tầng Gevanim, Israel | |          |

#### Archosauriforma
| Đơn vị phân loại  | Hiện diện | Vị trí                                | Mô tả | Hình ảnh |
| ----------------- | --------- | ------------------------------------- | --- | -------- |
| - Dorosuchus      |           | Hệ tầng Donguz, Nga                   | Một dạng archosauriform có quan hệ gần gũi với archosaurs, tương tự về mặt sinh học với Euparkeriidae.                    |          |
| - Euparkeria      |           | Nam Phi                               | Euparkeria là một chi đã tuyệt chủng của archosauriform. Nó là một loài bò sát nhỏ gần với tổ tiên của Archosauria.       |          |
| - Fenhosuchus     |           | Hệ tầng Ermaying, Shaanxi, Trung Quốc | Một archosauriform cơ bản, có thể là một chimera hóa thạch từ erythrosuchid Shansisuchus và một archosaur không xác định. |          |
| - Guchengosuchus  |           | Hệ tầng Ermaying, Shaanxi, Trung Quốc | Một archosauriform cơ bản, một thành viên của Erythrosuchidae.                                                            |          |
| - Halazhaisuchus  |           | Hệ tầng Ermaying, Shaanxi, Trung Quốc | Một euparkeriid liên quan chặt chẽ đến Euparkeria .                                                                       |          |
| - Shansisuchus    |           | Hệ tầng Ermaying, Shaanxi, Trung Quốc | Một erythrosuchid. |          |
| - Sarmatosuchus   |           | Hệ tầng Donguz, Nga                   | Một archosauriform cơ bản, trước đây được cho là họ hàng gần của Proterosuchus, một đơn vị phân loại cơ bản hơn.          |          |
| - Uralosaurus     |           | Hệ tầng Donguz, Nga                   | Một archosauriform erythrosuchid.                                                                                         |          |
| - Vjushkovisaurus |           | Hệ tầng Donguz, Nga                   | Một archosauriform không phải archosaurian cơ bản, có thể là erythrosuchid.                                               |          |
| - Wangisuchus     |           | Hệ tầng Ermaying, Shaanxi, Trung Quốc | Một archosauriform cơ bản còn nghi ngờ. Có thể là euparkeriid hoặc thậm chí là suchian archosaur.                         |          |

##### Archosaura
| Đơn vị phân loại            | Hiện diện               | Vị trí                                   | Mô tả | Hình ảnh |
| --------------------------- | ----------------------- | ---------------------------------------- | --- | -------- |
| - Arizonasaurus             |                         | Hệ tầng Moenkopi, Arizona                | Một ctenosauriscid poposauroid paracrocodylomorph. |          |
| - Asilisaurus               |                         | Manda Beds, Tanzania                     | Một silesaurid dinosauriform. |          |
| - Bromsgroveia              |                         | Bromsgrove Sandstone, Anh Quốc           | Một ctenosauriscid suchian. |          |
| - Dongusuchus               | Anisia đến Ladinia muộn | Hệ tầng Donguz, Orenburg Oblast, Nga     | Một thành viên của Aphanosauria, họ hàng cơ bản của khủng long và pterosaurs. |          |
| - Hypselorhachis            |                         | Hệ tầng Manda, Tanzania                  | Một ctenosauriscid suchian. |          |
| - Lutungutali               |                         | Hệ tầng Ntawere, Zambia                  | Một loài khủng long silesaurid. |          |
| - Mandasuchus               |                         | Hệ tầng Manda, Tanzania                  | Một chi loricatan suchian cơ bản hơn Prestosuchus |          |
| - Nyasasaurus               |                         | Manda Beds, Tanzania                     | Có thể là khủng long, được biết đến sớm nhất. |          |
| - Qianosuchus               |                         | Hệ tầng Guanling, Pan County, Trung Quốc | Một chi thủy sinh poposauroid archosaur. |          |
| - Stagonosuchus             |                         | Hệ tầng Manda, Tanzania                  | Một chi loricatan suchian hoặc có thể là một loài Prestosuchus |          |
| - Teleocrater               |                         | Hệ tầng Manda, Tanzania                  | Một archosaur aphanosauria |          |
| - Ticinosuchus              |                         | Grenzbitumenzone, Thụy Sỹ và Italy       | Một chi của suchian archosau. Ticinosuchus có nhiều điểm tương đồng với Paracrocodylomorpha. |          |
| - Turfanosuchus             |                         | Tây bắc Trung Quốc                       | Một chi suchian archosaur, có thể là gracilisuchid. Việc phân loại Turfanosuchus đã trải qua nhiều lần sửa đổi trong quá khứ do sự kết hợp các đặc điểm của cả loài archosaurs suchian và họ hàng archosaur trước đó như Euparkeria . |          |
| - "Waldhaus" ctenosauriscid |                         | Hệ tầng Röt, Đức                         | Một đơn vị phân loại chưa được đặt tên của archosaur ctenosauriscid |          |
| - Yarasuchus                |                         | Hệ tầng Yerrapalli, Ấn Độ                | Một archosaur aphanosaurian. |          |
| - Zanclodon                 |                         | Khắp Châu Âu                             | Zanclodon là tên được sử dụng hình thức cho vật liệu hóa thạch có thể thực sự thuộc về ít nhất hai chi khủng long từ Trias trong số các chi khác.                                                                                     |          |

### Parareptilia
| Đơn vị phân loại              | Hiện diện           | Vị trí                                                                  | Mô tả                                                             | Hình ảnh |
| ----------------------------- | ------------------- | ----------------------------------------------------------------------- | ----------------------------------------------------------------- | -------- |
| - Eumetabolodon bathycephalus | Olenek - Anisia sớm | Hệ tầng Zhuengeerqi locality, upper Heshanggou, Ordos Basin, Trung Quốc | Một loài parareptile procolophonid trong phân họ Procolophoninae. |          |
| - Kapes bentoni               | Trias giữa          | Hệ tầng Otter Sandstone, Devon, Anh Quốc                                | Một loài parareptile procolophonid trong phân họ 'Procolophoninae |          |
| - Neoprocolophon              |                     | Hệ tầng Ermaying, Trung Quốc                                            | Một chi parareptile procolophonid trong phân họ Leptopleuroninae. |          |
| - Sclerosaurus                |                     | Hệ tầng Ermaying, Trung Quốc                                            | Một chi parareptile procolophonid trong phân họ Leptopleuroninae. |          |
| - Theledectes                 |                     | Beaufort Group, Karoo Basin, Nam Phi                                    | Một chi parareptile procolophonid                                 |          |

### Therapsida
| Đơn vị phân loại       | Hiện diện | Vị trí                                                                     | Mô tả                                                         | Hình ảnh |
| ---------------------- | --------- | -------------------------------------------------------------------------- | ------------------------------------------------------------- | -------- |
| - Angonisaurus         |           | Karoo Supergroup, Nam Phi                                                  | Một kannemeyeriiform dicynodont cơ bản.                       |          |
| - Cromptodon           |           | Cerro Bayo de Portrerillos, Hệ tầng Cerro de las Cabras, Argentina, Nam Mỹ | Một chi cynodont trong họ Galesauridae                        |          |
| - Kannemeyeria         |           | Châu Phi, cũng có thể phân bố Á-Âu.                                        | Một chi kannemeyeriiform dicynodont trong họ Kannemeyeridae.  |          |
| - Ordosiodon           |           | Hệ tầng Ermaying, Trung Quốc                                               | Một chi baurioidea therocephalian therapsids.                 |          |
| - Rhadiodromus         |           | Nga                                                                        | Một dicynodont dạng kannemeyeriiform.                         |          |
| - Rhinodicynodon       |           | Hệ tầng Donguz, Nga                                                        | Một chi kannemeyeriiform dicynodont trong họ Shansiodontidae. |          |
| - Shaanbeikannemeyeria |           | Hệ tầng Ermaying, Trung Quốc                                               | Một chi kannemeyeriiform dicynodont.                          |          |
| - Shansiodon           |           | Trung Quốc; Nam Phi                                                        | Một chi kannemeyeriiform dicynodont trong họ Shansiodontidae. |          |
| - Tetragonias          |           | Tanzania                                                                   | Một chi kannemeyeriiform dicynodont trong họ Shansiodontidae. |          |
| - Vinceria             |           | Argentina                                                                  | Một chi kannemeyeriiform dicynodont trong họ Shansiodontidae. |          |

### †Ceratitida
- Ananorites
- Arthaberites
- Beyrichites
- Bosnites
- Buddhaites
- Bukowskiites
- Caucasites
- Danubites
- Gangadharites
- Japonites
- Laboceras
- Longobarditoides
- Mesocladiscites
- Noetlingites
- Parapinacoceras
- Parasageceras
- Phyllocladiscites
- Proavites
- Pseudodanubites
- Psilocladiscites
- Salterites
- Tropigymnites
- Xiphogymnites
- Pararcestes
- Sageceras

#### Dưới
- Alloptychites
- Anagymnites
- Grambergia
- Groenlandites
- Gymnites
- Lenotropites
- Pearylandites
- Silberlingites
- Isculites
- Stenopopanoceras

#### Giữa
- Acrochordiceras
- Alanites
- Anagymnotoceras
- Arctohungarites
- Balatonites
- Bulogites
- Cuccoceras
- Czekanowskites
- Epacrochordiceras
- Hollandites
- Huishuites
- Inaigymnites
- Ismidites
- Kiparisovia
- Malletophychites
- Nicomedites
- Phillipites
- Platycuccoceras
- Pronoetlingites
- Reiflingites
- Discoptychites
- Intornites
- Nevadisculites
- Paraceratites
- Parapopanoceras
- Proarcestes
- Longobardites
- Ptychites

#### Trên
- Amphipopanoceras
- Aplococeras
- Arctogymnites
- Eudiscoceras
- Eutomoceras
- Gymnotoceras
- Halilucites
- Judicarites
- Kellnerites
- Metadinarites
- Nevadites
- Parakellnerites
- Proteusites
- Repossia
- Semiornites
- Serpianites
- Stoppaniceras
- Ticinites
- Tozerites
- Tropigastrites
- Joannites
- Epigymnites
- Ceratites
- Flexoptychites
- Frechites
- Norites
- Gevanites
- Hungarites

### †Phylloceratida
- Spinoleiophyllites
- Ussurites
- Monophyllites

### Nautilida
- Trachynautilus
- Thuringionautilus
- Styrionautilus

#### Dưới
- Indonautilus
- Sibyllonautilus

#### Giữa
- Paranautilus

#### Trên
- Holconautilus
- Proclydonautilus

### †Aulacocerida
- Crassiatractites
- Breviatractites

#### Dưới
- Mojsisovicsteuthis

### Pterioida
- Ramonalinidae